# نبض فلكي
النبض الفلكي (أستروبولز) (بالإنجليزية: Astropulse)‏ هو مشروع حوسبة موزعة يستخدم متطوعين في جميع أنحاء العالم وذلك بهدف أستخدام القدرة الحاسوبية للبحث عن الثقوب السوداء البدائية، والنجوم النابضة، ومؤشرات الذكاء خارج كوكب الأرض. يستخدم مشروع النبض الفلكي منصة بنية باركلي التحتية المفتوحة للحوسبة الشبكية (بوينك)، لتسخير موارد المتطوعين. 
في عام 1999، أطلق مختبر علوم الفضاء مبادرة "ستي@هوم"، والتي من شأنها أن تعتمد على معالجة متوازية كثيفة على الحواسيب المكتبية المنتشرة في جميع أنحاء العالم.
ستي@هوم يستخدم البيانات المسجلة من مقراب أرسيبو الكاشوفي الراديوي. ويبحث عن الإشارات الراديوية ذات النطاق الضيق القادمة من الفضاء، للبحث عن أدلة على وجود تكنولوجيا خارج كوكب الأرض. وسرعان ما تم الاعتراف بأن هذه البيانات نفسها قد تكون مصادر لإشارات أخرى ذات قيمة بالنسبة إلى علم الفلك وعلم الطبيعة.
لحوالي 6 سنوات، ظل أستروبولز في مرحلة تجريبية غير متوفرة للمجتمع العام. وفي يوليو 2008، تم دمج أستروبولز في ستي@هوم، لكي تساهم الشبكة الضخمة من المشاركين في مبادرة سيتي في البحث عن إشارات فلكية أخرى ذان قيمة.

## البحث العلمي
يبحث مشروع النبض الفلكي عن كل النبضات المفردة والمتكررة بانتظام. وتمثل هذه التجربة إستراتيجية جديدة ل سيتي، يفترض أن النبضات في إطار زمني ميكروثانية معارض لنبضات أطول أو للإشارات ضيقة النطاق. وقد تكتشف أيضا نجوم نابضة وانفجار ثقوب سوداء بدائية، وكلاهما ينبعث منها نبضات عريضة موجزة.مشروع النبض الفلكي يوسع مشروع ستي@هوم ولكن لا يحل محله. مشروع ستي@هوم الأصلي هو ضيق النطاق، وهذا يعني أنه يستمع لتردد لاسلكي معين بينما مشروع النبض الفلكي يستمع للنبضات القصيرة. ومن الناحية العلمية، مشروع النبض الفلكي هو مسح للسماء يبحث عن نبضات ميكروثانية راديوية عابرة. 
يحدث تشتت إشارة نبضات الميكروثانية الراديوية عندما تمر النبضة عبر البلازما الموجودة في الوسط بين نجمي، لأن الإشعاع العالي التردد يسافر أسرع قليلا من إشعاع التردد الأقل. وهكذا، تصل الإشارة إلى التليسكوب الراديوي مشتتة تبعا لكمية البلازما الموجودة في الوسط بين نجمي بين الأرض ومصدر النبض.

## روابط خارجية

### المواقع ذات الصلة
- Astropulse Science
- Von Korff, Astropulse: A Search for Microsecond Transient Radio Signals Using Distributed Computing
- Astropulse FAQ
- Website
- SETI@home forum thread about Astropulse
- SETI@home Beta forum thread about Astropulse
- Astropulse Wiki
- Electromagnetic Radiation
- A multibeam sky survey

### تعليمية
- Ask an Astrophysicist — black holes
- Ask an Astrophysicist — neutron stars and pulsars
- Goddard Space Center's Teachers Corner
- Basics of Radio Astronomy
- SETI Science Links
- Planetary Society Article